# Planetarium Zuylenburgh

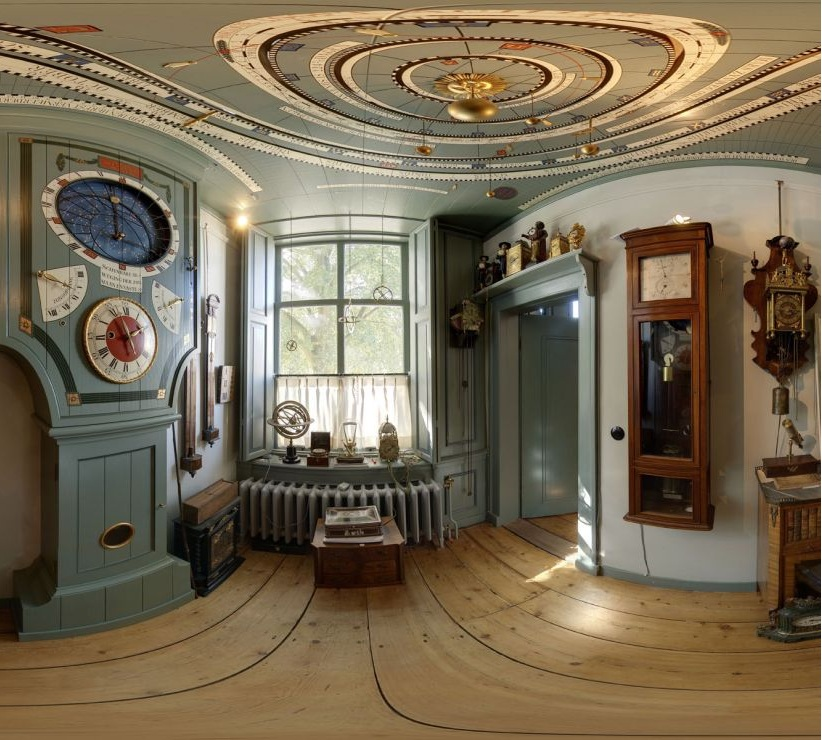
De kamer waarin het Planetarium Zuylenburgh is gevestigd

 Het Planetarium Zuylenburgh, gevestigd te Oud-Zuilen in de provincie Utrecht, is een mechanisch bewegend schaalmodel van het zonnestelsel.
In de buitenplaats Zuylenburgh bevindt zich sinds 2009 een plafond planetarium. Dit planetarium is het derde van zijn soort in Nederland. Alleen in het huis van Eise Eisinga in Franeker en in Toldijk in de Achterhoek (Achterhoeks Planetarium) is een vergelijkbaar mechanisch model te vinden. Het Planetarium Eise Eisinga diende als model voor het planetarium Zuylenburgh. Zo werden onder andere de oorspronkelijke werktekeningen van Eise Eisinga gebruikt bij de vervaardiging ervan en ook de spelling en de lettertypes van Eise Eisinga zijn aangehouden. Evenals dat van Eisinga is het planetarium Zuylenburgh geheel met de hand gemaakt volgens technieken die ook Eisinga zelf gebruikte. Wegens de beschikbare plafondruimte lieten de makers de grote buitenplaneten Jupiter en Saturnus weg en hielden ze een schaal van 1:2 aan. Het schrijnwerk rond het planetarium is geïnspireerd op 18e-eeuwse voorbeelden.

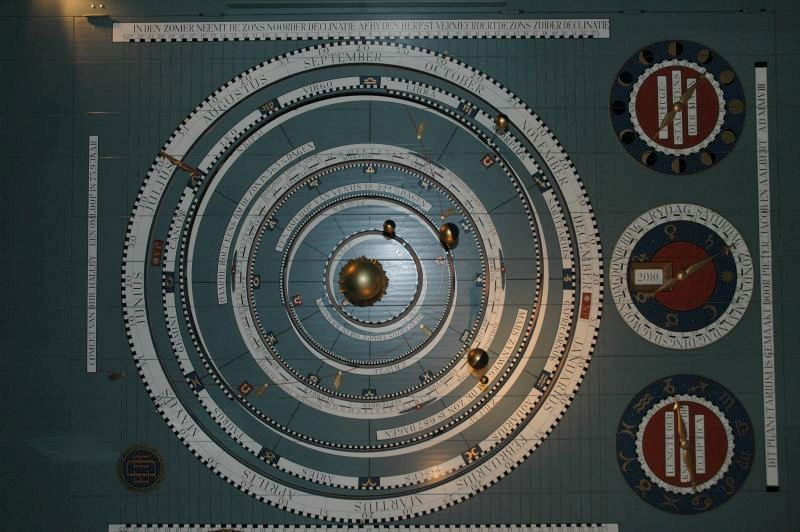
Overzicht van het Planetarium Zuylenburgh

 Het planetarium is een schaalmodel van het zonnestelsel, waarmee de standen van de zon, maan, planeten en sterren kunnen worden aangegeven. Door middel van vele in elkaar grijpende raderen die aangedreven worden door een uurwerk, worden alle standen van deze hemellichamen weergegeven. De planeten zijn op schaal gemaakt en draaien op realistische snelheid (héél langzaam, niet zichtbaar voor het menselijk oog) rond in uitgespaarde groeven in het beschilderde plafond.
Omdat het planetarium in een particulier woonhuis is opgesteld kan het slechts op afspraak bezichtigd worden.